# The Feels
the feels — український інді-рок гурт, заснований у Києві 2017 року.

## Історія
Гітарист Владислав Іванов та басист Данило Гівентар були знайомі з сьомого класу, з барабанщицею Елізою Довженко вони познайомилися у дев'ятому, але ідея створення гурту не виникала до 2016 року. Спочатку склад гурту виглядав дуже експериментально — три гітари без барабанів. Все змінилося після того, як Данило разом з Владом поїхали до табору і побачили, як майбутня вокалістка Аня Ліпатова співала і грала на укулеле. Через кілька днів Аню запросили співати в гурті.
Вперше гурт з'явився у медіапросторі 18 вересня 2018 року, після концерту в музичній студії ШООМ з піснями, що незабаром увійдуть до їхнього першого альбому, але писати про «the feels» почали у 2019, після того як 14 січня гурт випускає свій дебютний EP-альбом з 3 пісень під назвою «Waves of Shards». У березні 2019 «the feels» виграли запис у професійній музичній студії, отримавши третє місце в конкурсі «School Bands Battle». Вже 13 квітня гурт запускає краудфандингову кампанію для запису нового альбому.
8 квітня 2021 року виходить сингл гурту під назвою «Disappear» із сюжетним кліпом, що порушує гостросоціальну тему зґвалтувань, головну роль у якому зіграла актриса українського телесеріалу «Перші ластівки» Таїсія-Оксана Щурук.
26 травня 2021 року виходить другий міні-альбом «All Viewers Are Confused», що включає у себе крім минулого синглу 4 нові пісні.
21 листопада 2022 року гурт оголошує про зміну назви. У квітні 2023 року на всіх стримінгових платформах змінено ім'я «Zfeelz» на «the feels» через асоціацію літери Z з підтримкою російського вторгнення на територію України.
2023 року відбулося оновлення складу гурту: «Нові the feels будуть гучними, агресивними та емоційними».

## Дискографія

### EP-альбоми
- 2019 — «Waves of Shards»
- 2021 — «All Viewers Are Confused»

### Сингли
- 2021 — «Dissapear»
- 2023 — «окремо від тіла»
- 2023 — «все навколо дивно»
- 2023 — «не просто так»
- 2024 — «скло»
- 2024 — «нульові»

### Кліпи
- 2019 — «Man»
- 2019 — «Cardio»
- 2021 — «Disappear»
- 2021 — «Shame»
- 2024 — «скло»
- 2024 — «нульові»

## Участь у фестивалях та інших заходах
Гурт брав участь у таких заходах як «Jager Music Awards 2019», «ГогольFest», «Vertuha Arts Festival», «Respublica FEST», «КайФАЙНЕмо», «School Bands Battle», «Winter Mass VII», «Фестиваль до дня молоді» у Мистецькому арсеналі, «ШООМ».